# 마르티누스 투로넨시스
투르의 성 마르티노(라틴어: Sanctus Martinus Turonensis, 316년 - 397년 11월 8일) 또는 성 마틴은 프랑스의 대표적인 성인으로 투르의 주교를 지냈고 그를 기념하는 성당은 오늘날 프랑스에서 대표적인 순례지로 많은 순례자가 성 대 야고보의 유해가 있는 스페인의 산티아고데콤포스텔라로 떠나기 전에 들리는 곳이기도 하다. 현재의 헝가리 솜버트헤이에서 태어나 어린 시절 대부분을 이탈리아 파비아에서 보냈고 성년 시절 대부분을 프랑스에서 보냈다.
마르티노의 생애는 동시대를 살았던 성인 전기 작가인 술피키우스 세베루스에 의해 기록되었다. 그의 순례 일대기 중 몇몇 부분은 전통적으로 그를 공경한 지역에 전해내려오는 민담이 후대에 덧붙여진 것도 있다. 마르티노에 대해 전해내려오는 이야기 가운데 가장 대표적인 것으로는 추위에 떨고 있는 거리의 한 걸인에게 자신의 외투 절반을 잘라 주었다는 것이다. 본래 로마 제국의 군인으로 징집되었던 그는 자신의 기독교 신앙과 맞지 않는다고 여겨, 최초의 양심적 병역 거부자가 되었다.

## 생애

### 태어남
마르티노는 서기 316년 오늘날 헝가리의 솜버트헤이에 해당하는 로마 제국의 판노니아 속주의 사바리아에서 태어났다. 그의 아버지는 로마군 소속 기마 부대인 보조군의 고위 장교였는데, 이탈리아 북부 티치눔(오늘날의 파비아)에 주둔했다. 마르티노 역시 아버지를 따라 티치눔에 가서 자랐다.

### 회심
10세 때 마르티노는 회심하여 부모의 뜻을 거스르고 기독교 교회에 나가서 예비 신자가 되었다. 기독교는 313년 로마 제국에서 종교의 자유를 인정한 밀라노칙령을 선언함으로써 합법적인 종교로 공인받았다. 기독교로 개종한 유대인 및 그리스인들이 무역로를 따라 들어오면서 제국 동부에는 각 도시권을 중심으로 수많은 기독교인이 거주하게 됐다. 당시까지만 해도 기독교는 로마 사회의 상류층 사이에서는 거의 신봉되지 않았으며, 군인들 사이에서도 미트라교를 믿는 사람이 훨씬 더 많았다. 비록 콘스탄티누스 대제가 기독교로 개종하고 이후 제국 전역에 성당이 활발하게 세워지기 시작했지만, 여전히 기독교는 로마 신민들에게 있어 소수의 종교에 지나지 않았다.

### 징집
베테랑 장교의 아들이었던 마르티노는 15세에 기병대 알라로 징병되었다. 334년경 그는 지금의 프랑스 아미앵에 해당하는 갈리아의 사마로브리바에 주둔했다.

### 중기병부대
그는 고대 로마의 관직표인 노티티아디그니타툼에 등재된 중기병 부대(catafractarii Ambianenses)에서 복무한 것으로 추정된다. 그의 부대는 의장용 부대였기 때문에 전투에 나가는 경우는 거의 없었다.

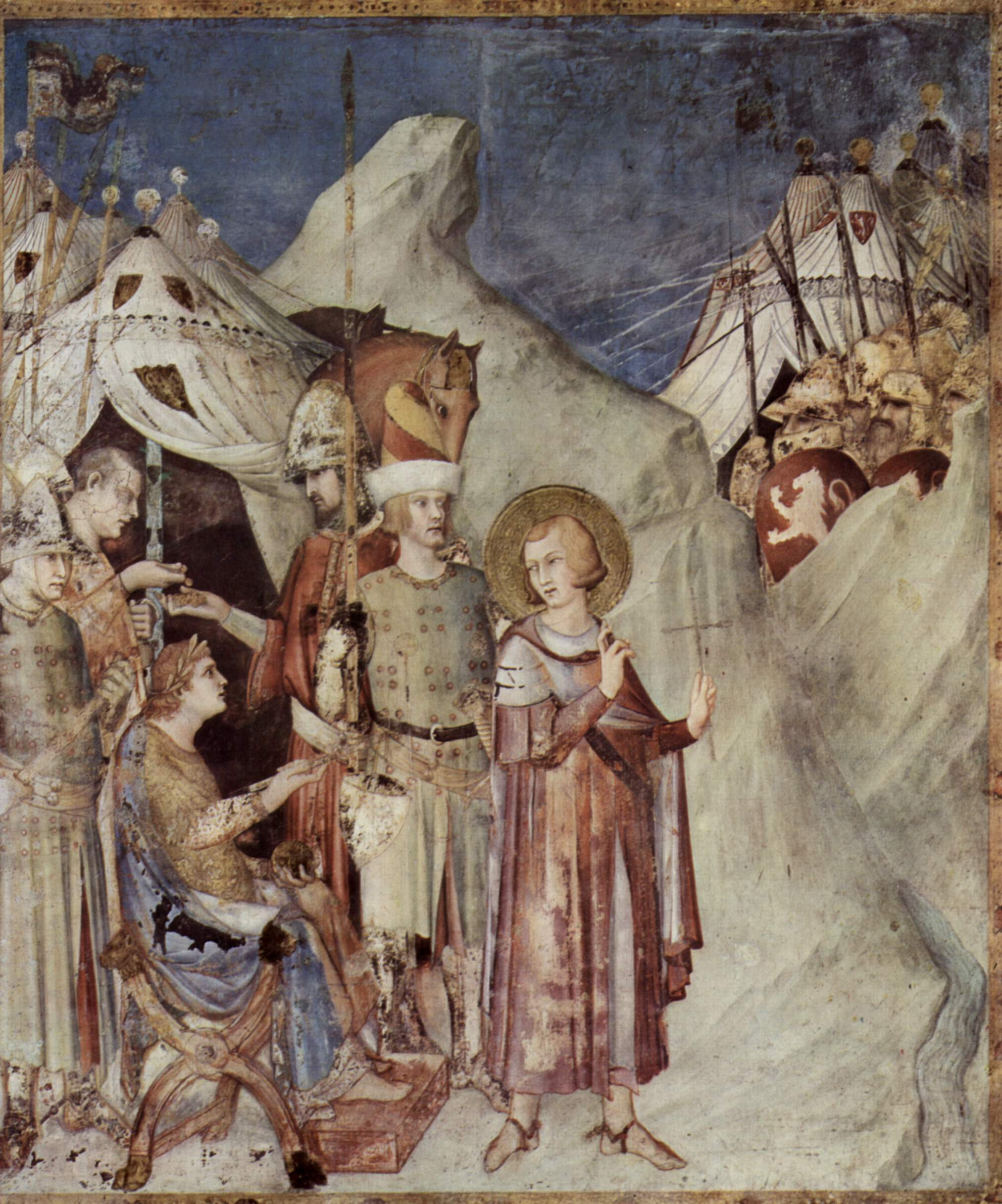
군 막사를 떠나는 성 마르티노를 묘사한 프레스코화

### 양심적 병역거부
술피키우스 세베루스에 의하면, 마르티노는 군대에 2년 더 복무했다고 한다. 물론 많은 학자들은 마르티노가 추가적으로 복무했다는 사실이 그가 율리아누스 황제(배교자 율리아누스로 기록된 인물)를 만나게 된 상황을 설명해주기에는 턱없이 부족하다고 생각하지만 말이다. 자크 퐁텐에 따르면, 마르티노가 기독교인으로서의 양심과 전장을 누비는 군인으로서의 생활 사이에 괴리감을 느껴, 생전에 군대에 오래 복무한 것을 별로 언급하고 싶지 않았었다고 주장했다. 하지만 대부분의 학자들은 마르티노가 정해진 복무기간인 25년을 모두 채웠다고 보고 있으며, 또한 그가 속한 군대의 특성상 전장에 피를 흘리는 등 부득이하게 기독교인으로서의 양심을 위반할 만한 그 어떠한 일도 하지 않았으리라고 보고 있다. 또한, 전해지는 바에 의하면, 마르티노는 오늘날의 독일 보름스에 해당하는 보르베토마구스의 갈리아인들과의 전투가 시작되기 전에 자신의 신앙 때문에 전장에 나갈 수 없다고 결정하고 “저는 그리스도의 병사입니다. 따라서 저는 싸울 수가 없습니다.”라고 말했다고 한다. 그는 명령 불복종에다가 비겁하다는 비난을 받고 군 감옥에 투옥되었다. 마르티노는 자신에게 쏟아지는 비난에 대응하기 위해 무장하지 않은 상태로 선봉에 서겠다고 자처했다. 그의 상관들은 이러한 제안에 대해 비관적이었지만, 그러한 명령을 내리기 전에 갈리아족으로부터 평화 제의를 받아 다행히 전투는 일어나지 않았다. 이후 마르티노는 군복무에서 해제되었다.
대한성공회에서 만든 《성공회 소성인전》에서도 성 마르티노 또는 성 마틴이 양심적 병역거부자로서 무장하지 않는 상태에서 선봉에 섰다는 이야기가 실려 있다.

### 아리우스주의에 맞서다
마르티노는 자신의 성소를 깨닫고 카이사로두눔(오늘날 프랑스의 투르)으로 갔다. 그곳에서 그는 삼위일체 기독교 신앙의 주요 지지자인 푸아티에의 힐라리오를 만나 그의 제자가 되었다. 당시 황실 궁정에 널리 퍼져있던 아리우스주의에 대해 강하게 반대했다는 죄목으로 힐라리오가 픽타비움(오늘날 프랑스의 푸아티에)로 유배를 가게 되자, 마르티노는 이탈리아로 돌아왔다. 이탈리아로 돌아가던 길에 그는 알프스 산적 한 명을 만나 개종시켰으며, 심지어 악마와 대적하기도 했다. 꿈 속에서 집으로 다시 찾아가라는 목소리를 들은 마르티노는 밀라노를 떠나 알프스 산맥을 가로질러 판노니아로 넘어갔다. 집으로 돌아간 그는 자신의 어머니와 몇몇 사람들을 개종시켰으나, 자신의 아버지만은 끝내 개종시키지 못했다. 일리리아에 체류하는 동안 그는 너무나 열성적으로 아리우스파에 반대하는 활동을 해서 많은 이들의 미움을 사 떠나야만 했다. 일리리쿰에서 돌아오던 길에 그는 밀라노의 아리우스파 대주교인 아욱센티우스를 맞닥뜨렸으며, 그는 마르티노를 그 도시에서 강제로 추방했다. 초기 자료들에 의하면, 이후 마르티노는 리구니아 해의 갈리나라라고 불리는 섬에 가서, 홀로 은수 생활을 했다.

### 주교
361년 힐라리오가 자신의 주교좌로 돌아오자 마르티노는 그와 재회하여 인근에 수도원을 세웠다. 이 수도원은 유럽에서 가장 오랜 역사를 가진 수도원으로 알려진 베네딕도회의 리귀제 수도원으로 발전하게 된다. 이 수도원은 지역 복음화의 중심지가 되었다. 마르티노는 이후 갈리아 서부를 돌아다니며 대중을 상대로 설교하였다. 그리하여 훗날 유럽 각지에서 마르티노를 주인공으로 한 수많은 지역 민담이 오늘날까지 전해내려오고 있다.
371년 투르의 주교로 서임된 마르티노는 올바른 품행으로 투르 시민들에게 깊은 인상을 심어 주어 주교로서 호평을 받았다. 그의 주교 서임은 철저히 전략적으로 진행된 것이었다. 사실 마르티노는 병자들을 보살펴 달라는 시민들의 요청을 받고 투르로 갔으나, 사실은 시민들이 그를 자신들의 주교로 착좌시키기 위해 속인 것이었다. 결국 마르티노는 자신이 속았음을 깨달았음에도 마지못해 주교품을 받아들일 수밖에 없었다고 한다. 또 다른 이야기로는, 마르티노가 자신이 주교로 서임된 것을 달가워하지 않아 거위들을 가둔 헛간에 숨었지만 갑작스러운 사람의 침입으로 거위들이 놀라 시끄럽게 우는 바람에 시민들에게 발각되어 끌려나왔다고 한다. 그 과정에서 마르티노는 머리가 헝클어지는 등 주교가 될 인물로서는 어울리지 않는 모양새를 띠게 되었다. 몇몇 시민이 이에 대해 불평하기는 했지만, 대다수는 마르티노를 주교로 착좌시키는 것을 지지했다.
주교가 된 마르티노는 열정적으로 이방 종교의 신전과 제단, 우상들의 파괴를 지시했다. 아래 글은 당시 주민들 사이에서 드루이드교가 민간 신앙으로서 얼마나 뿌리가 깊었는지를 보여준다.
“어떤 마을에서 마르티노가 매우 오래된 이방 종교의 신전을 파괴하고 신전 가까이에 있는 소나무를 베려고 하자, 그곳에 있던 이교도들의 사제와 그를 따르는 신도들이 반대하며 훼방을 놓았다. 그들은 신전이 파괴되는 동안 주님의 권세에 눌려 잠자코 있었지만, 소나무가 베어지는 것에는 참지 못했다.”
술피키우스는 마르티노가 투르의 교구장직에서 물러나 자신이 세운 수도원인 마르무티에 수도원에 가서 살았다고 확인하였다. 이 수도원은 루아르강 반대쪽에서 투르를 마주보는 형태로 구성되어 있다. 이곳에서 마르티노와 그를 곁에서 보좌하는 일부 수사들은 나무로 지은 작은 수도실에 거주했으며, 그 밖의 대다수 수사들은 바위를 깎아 만든 동굴에 거주했다. 마르티노는 본당 사목에 특히 열정적이었다. 주교로서 그는 1년에 한 번 꼴로 자기 교구 소속 본당들을 사목 방문했는데, 이 때 그는 이동할 때 직접 걸어서 가거나 당나귀 또는 배를 타거나 했다. 한편 수도 공동체를 지속적으로 세운 그는 자기 교구령인 투르에서부터 샤르트르, 파리, 오툉, 비엔과 같이 먼 지역까지 확대했다. 술피키우스에 의하면, 비엔에서 눈병에 걸린 놀라의 바울리노를 만난 마르티노는 그를 위해 기도했는데 기적적으로 치유되었다고 한다.
하루는 이교도들이 자신들이 신성시여기는 전나무를 베는 것에 동의했는데, 단 그 조건으로 나무가 쓰러지는 방향에 마르티노가 서 있어야만 한다고 요구했다. 마르티노는 이에 동의했다. 그리하여 나무를 베었지만, 기적적으로 베어진 나무는 마르티노를 피해서 쓰러졌다. 어렸을 때부터 교육받아 문학적 소양이 깊었던 귀족 출신인 술피키우스는 이 일화를 고대 로마 시인 호라티우스의 시까지 인용하면서 극적으로 묘사했다.
마르티노는 죄수들을 석방시키는 일에도 앞장섰는데, 이를 안 당국자들은 심지어 황제마저도 그가 온다는 소식을 들으면 그와 만나지 않으려고 애썼다. 왜냐하면 마르티노가 누군가에 대한 사면을 요청하면, 그들은 그것을 거절할 명분을 내세우지 못했기 때문이다.

### 프리실리아누스주의자들을 위한 변호
히스파니아와 갈리아의 지역 교회들은 아빌라의 주교를 지낸 프리실리아누스의 이름을 따서 명명된 금욕주의 종파인 프리실리아누스주의자들 때문에 혼란을 겪었다. 제1차 사라고사 교회회의에서는 프리실리아누스와 그의 주장을 추종하는 이들을 이단자로 공개적으로 단죄하였다. 그러자 프리실리아누스와 그의 추종자들은 도망자 신세가 되었으며, 이타키우스 주교를 포함한 히스파니아의 몇몇 주교들이 마그누스 막시무스 황제에게 그들을 고발하였다. 마르티노 역시 프리실리아누스주의에 강력히 반대하는 입장에 섰지만, 그들이 황제의 세속 법정에 세워지는 것을 막기 위해 서둘러 트리어에 있는 황궁으로 갔다. 마르티노는 암브로시오와 함께 이단자를 사형에 처하자는 것뿐만 아니라 황제가 이단 시비 문제에 개입하도록 하는 이타키우스의 방침에 반대했다. 그는 황제를 설득하여 이단자 프리실리아누스의 목숨을 보전하려고 노력했다. 처음에 황제는 마르티노의 간청에 동조했지만, 그가 떠나고나서 이타키우스의 요구에 굴복하여 385년에 프리실리아누스와 그의 추종자들을 참수하라는 명령을 내렸다. 이 소식을 들은 마르티노는 황제에게 히스파니아에 있는 프리실리아누스자들에 대한 박해를 중단할 것을 간청하였으나 소용이 없었다. 깊은 비탄에 빠진 마르티노는 황제의 압력이 있기 전까지 이타키우스와 대화하기를 거부했다.
마르티노는 397년 갈리아 중부에 있는 캉데생마르탱에서 선종했다.

## 성 마르티노의 외투

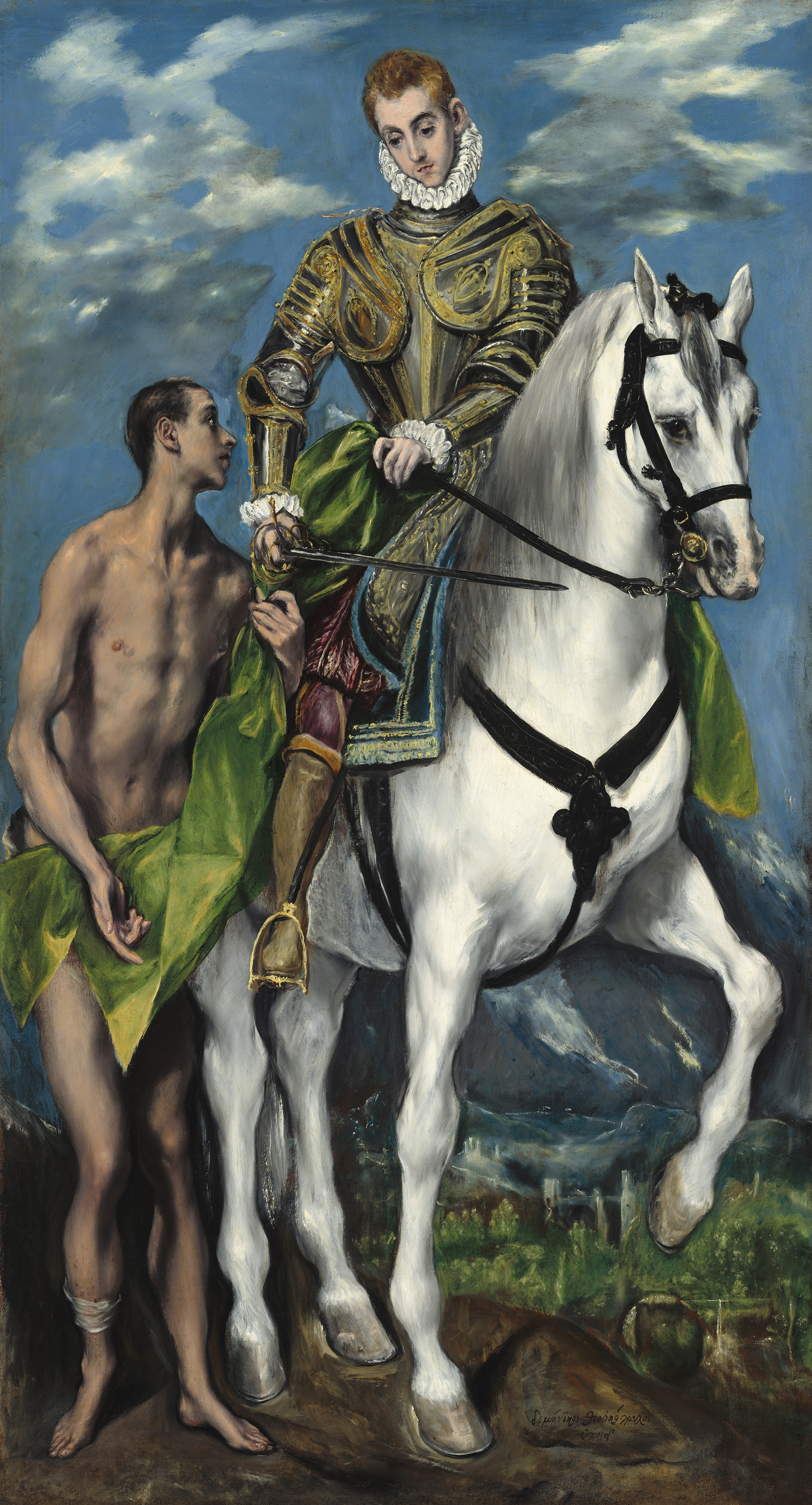
엘 그레코가 그린 성 마르티노와 걸인.

마르티노는 로마 군인으로서 갈리아에서 복무 생활을 하던 중에 어떤 환시를 체험하게 되었는데, 이 사건은 훗날 세간에서 그를 언급할 때 가장 많이 이야깃거리가 되고 있다. 하루는 마르티노가 아미앵 시 성문에 이르렀을 때, 초라한 옷차림을 한 걸인 한 사람을 만났다. 이를 본 그는 측은한 마음이 들어 그 남자에게 자신의 외투 절반을 잘라 주었다. 그날 밤, 마르티노는 꿈 속에서 자신이 걸인에게 준 외투를 걸친 예수를 만났다. 그는 예수가 천사들에게 “마르티노는 아직 예비 신자이지만 나에게 이 옷을 입혀주었다.”라고 말하는 것을 들었다. 또 다른 이야기로는, 마르티노가 잠에서 깨어났을 때 잘라졌던 그의 외투가 완전히 새로 복구되어 있는 것을 보게 되었다고 한다. 어쨌든 이러한 일화는 마르티노가 자신의 신앙심을 다시 한 번 확인하게 되는 계기가 되었으며, 18세에 세례를 받게 된다.
성 마르티노의 외투는 유명한 성유물 가운데 하나로서 투르 인근에 있는 마르무티에 수도원에 있는 프랑크 왕국의 메로빙거 왕조 군주들의 기도실에 보관되었다. 중세 때 ‘성 마르티노의 기적의 망토’(cappa Sancti Martini)라고 알려진 이 성유물은 심지어 프랑스 국왕이 전투에 나갈 때 직접 들고 갔으며, 서약을 맹세할 때도 사용했다. 이 외투는 679년 왕실 보물창고 중에 있던 것을 발견했으며, 798년 또는 799년 카롤루스 대제에 의해 생드니 대성당의 수사들에게 양도한 뤼자르슈 궁전에 옮겨졌되다.
성유물함에 든 성 마르티노의 외투를 관리하는 사제를 카펠라누(cappellanu)라고 불렀으며, 이후 군대에 복무한 모든 사제를 가리켜 카펠라니(cappellani)라고 불렀다. 이를 프랑스어로 샤프롱(chapelains)이라고 번역되는데, 이 단어에서 군종 사제를 칭하는 영어 단어 챠플린(chaplain)이 유래하였다. 이와 비슷하게 성유물을 보관하기 위한 조그마한 임시 성당을 가리키는 용어에도 언어학적 발달이 발생했다. 사람들은 이러한 성당을 작은 외투를 의미하는 단어 카펠라(capella)라고 불렀다. 그리하여 최종적으로는 외투와의 연관성을 잃고 어떤 공동체나 그곳에 모이는 일부 특정 신자 집단의 편익을 위해 마련된 하느님 경배의 장소를 일컫는 경당을 가리키는 영어 단어 채플(chapel)이 여기에서 유래하게 되었다. 경당의 예로는 공소나 학교, 병원 등에 부속된 성당, 특수 공동체를 위해 설립된 경배 장소를 들 수 있다.